# 마리암 자리
마리암 자리(페르시아어: مریم زارع, 영어: Maryam Zaree, 1983년 7월 22일 ~ )는 독일의 배우이다.